# Нова Гура (Малопольське воєводство)
Нова Гура (пол. Nowa Góra) — село в Польщі, у гміні Кшешовиці Краківського повіту Малопольського воєводства.
Населення — 1622 особи (2011).

## Демографія
Демографічна структура станом на 31 березня 2011 року:
|          | Загалом | Допрацездатний вік | Працездатний вік | Постпрацездатний вік |
| -------- | ------- | ------------------ | ---------------- | -------------------- |
| Чоловіки | 804     | 154                | 546              | 104                  |
| Жінки    | 818     | 137                | 476              | 205                  |
| Разом    | 1622    | 291                | 1022             | 309                  |